# 진산향교
진산향교(珍山鄕校)는 대한민국 충청남도 금산군 진산면에 있는 향교이다. 1997년 12월 23일 충청남도의 기념물 제122호로 지정되었다.

## 개요
향교는 공자와 여러 성현에 제사를 지내고, 지방민의 교육과 교화를 위해 나라에서 세운 교육기관이다.
진산향교는 원래 진산면 읍내리 현 진산중학교에 있었으나, 임진,병자의 양란을 겪은 후 영조31년(1755)에 현재의 위치로 옮겨지었고, 정조 4년(1780)에 중수하였다. 이 후 여러 차례 중수하여 오늘에 이르고 있다.
남아 있는 건물로는 대성전, 명륜당, 외삼문, 전교실이 있다. 대성전은 정면 3칸, 측면 3칸이며, 명륜당은 정면 3칸, 측면 3칸의 중층건물이다. 전체적으로 다른 향교에서는 볼 수 없을 정도로 높은 경사지를 이용하였다.

## 현지 안내문
향교는 조선시대의 관립교육기관이자 선현을 향사하는 곳으로, 고을마다 건립되었다. 진산향교는 원래 조선 초에 진산면 읍내리 606번지(현재의 진산중학교 자리)에 창건되었으나, 임진왜란 때 불탄 후 보수한 것으로 전한다.
1775년(영조 51년)에 현재의 위치로 옮겨 지은 후 보수하였고, 1950년 625전쟁으로 훼손된 후 다시 보수하였다.
대성전에는 공자를 중심으로 중국의 선철과 우리나라의 18현의 위패를 모시고 봄과 가을에 제향을 올리고 있다. 그러나 배향된 인물의 배향순서는 시대에 따라 바뀌어 왔다. 유생들이 공부하는 강의실인 명륜당 이외에 내삼문, 외삼문, 전교실 등이 남아있다.

## 같이 보기
- 향교

## 참고 자료
- 진산향교 - 국가유산청 국가유산포털